# 1921-es magyar úszóbajnokság
Az 1921-es magyar úszóbajnokság legtöbb versenyszámát augusztusban rendezték.

## Eredmények

### Férfiak
| Versenyszám            | Arany                                                                     | Arany   | Ezüst                                                     | Ezüst   | Bronz                                                               | Bronz   |
| ---------------------- | ------------------------------------------------------------------------- | ------- | --------------------------------------------------------- | ------- | ------------------------------------------------------------------- | ------- |
| 100 m gyorsúszás       | Turnovszky Endre Magyar AC                                                | 1:09,6  | Eperjessy Béla MOVE                                       |         | Histek József III. kerületi TVE                                     |         |
| 200 m gyorsúszás       | Eperjessy Béla MOVE                                                       | 2:23,0  | Histek József III. kerületi TVE                           |         | Horváth Gyula III. kerületi TVE                                     |         |
| 400 m gyorsúszás       | Eperjessy Béla MOVE                                                       | 5:39,6  | Serény István Ferencvárosi TC                             | 5:57,4  |                                                                     |         |
| 800 m gyorsúszás       | Eperjessy Béla MOVE                                                       | 12:09,4 | Serény István Ferencvárosi TC                             | 12:39,0 | Horváth Gyula III. kerületi TVE                                     |         |
| 1500 m gyorsúszás      | Eperjessy Béla MOVE                                                       | 24:49,2 | Serény István Ferencvárosi TC                             |         | Pogány Nemzeti SC                                                   |         |
| 100 m hátúszás         | Balikó Kálmán Nemzeti SC                                                  | 1:22,0  | Kövecses György Magyar AC                                 | 1:24,0  | Mártonffy Nemzeti SC                                                |         |
| 100 m mellúszás        | Sipos Márton Keszthely                                                    | 1:19,2  | Barta Nemzeti SC                                          | 1:29,0  | Szász Nemzeti SC                                                    |         |
| 400 m mellúszás        | Wenk János Ferencvárosi TC                                                | 6:48,2  | Glatter Gyula Ferencvárosi TC                             |         | Barta Nemzeti SC                                                    |         |
| folyambajnokság        | Horváth Gyula III. kerületi TVE                                           | 58:02   | Serény István Ferencvárosi TC                             | 58:51   | Histek József III. kerületi TVE                                     | 59:41   |
| Folyambajnokság csapat | III. kerületi TVE Horváth Gyula Histek József Keserű Ferenc Schrancz Jenő | 10 pont |                                                           |         |                                                                     |         |
| 4 × 200 m gyorsváltó   | Ferencvárosi TC Wenk János Vértesy József Keserű Alajos Serény István     | 11:37,4 | Nemzeti SC Kárpáti Balikó Kálmán Gáborffy Schlenker Antal | 11:41,6 | III. kerületi TVE Schrancz Jenő Skaloud Histek József Horváth Gyula | 11:45,0 |
| 3 × 100 m vegyes váltó | Nemzeti SC Barta Balikó Kálmán Schlenker Antal                            | 4:04,0  | Magyar AC Váradi Kövecses György Turnovszky Endre         | 4:07,0  | Ferencvárosi TC Wenk János Fazekas Serény István                    |         |

### Nők
| Versenyszám      | Arany                                                             | Arany                                                             | Ezüst                                                             | Ezüst                                                             | Bronz                                                             | Bronz                                                             |
| ---------------- | ----------------------------------------------------------------- | ----------------------------------------------------------------- | ----------------------------------------------------------------- | ----------------------------------------------------------------- | ----------------------------------------------------------------- | ----------------------------------------------------------------- |
| 100 m gyorsúszás | A győztes a szintidőt nem teljesítette, így nem avattak bajnokot! | A győztes a szintidőt nem teljesítette, így nem avattak bajnokot! | A győztes a szintidőt nem teljesítette, így nem avattak bajnokot! | A győztes a szintidőt nem teljesítette, így nem avattak bajnokot! | A győztes a szintidőt nem teljesítette, így nem avattak bajnokot! | A győztes a szintidőt nem teljesítette, így nem avattak bajnokot! |